# Somerville (New Jersey)
Somerville is een plaats (borough) in de Amerikaanse staat New Jersey en valt bestuurlijk gezien onder Somerset County.

## Demografie
Bij de volkstelling in 2000 werd het aantal inwoners vastgesteld op 12.423.
In 2006 is het aantal inwoners door het United States Census Bureau geschat op 12.550, een stijging van 127 (1.0%).

## Geografie
Volgens het United States Census Bureau beslaat de plaats een oppervlakte van
6,1 km², waarvan 6,1 km² land.

## Geboren
- Lee Van Cleef (1925-1989), filmacteur

## Plaatsen in de nabije omgeving
De onderstaande figuur toont nabijgelegen plaatsen in een straal van 8 km rond Somerville.